# Apronius
Apronius is een geslacht van wantsen uit de familie van de Reduviidae (Roofwantsen). Het geslacht werd voor het eerst wetenschappelijk beschreven door Carl Stål in 1865.

## Soorten
Het genus bevat de volgende soorten:

- Apronius caudatum
- Apronius flavidus Barber, 1930
- Apronius froeschneri Maldonado, 1986
- Apronius fuliginosus (Distant, 1902)
- Apronius giacchii Bérenger, 2001
- Apronius granulosus Maldonado, 1986
- Apronius octonotatus Champion, 1898
- Apronius planus Maldonado & Lozada, 1991
- Apronius rapax Stål, 1865